# ماني إن ذا بانك (2020)
ماني إن ذا بانك (بالإنجليزية: Money in the Bank)‏ هو عرض مصارعة محترفة من فئة الدفع مقابل المشاهدة وهو العرض الحادي عشر من سلسلة عروض ماني إن ذا بانك. عرض في 10 مايو 2020 في مدينة أورلاندو بولاية فلوريدا الأمريكية.

## وصلات خارجية
- الموقع الرسمي